# إليانور بيري
إليانور بيري (بالإنجليزية: Eleanor Perry)‏ هي كاتبة سيناريو وكاتِبة أمريكية، ولدت في 1914 في كليفلاند في الولايات المتحدة، وتوفيت في 14 مارس 1981 في نيويورك في الولايات المتحدة.

## وصلات خارجية
- إليانور بيري على موقع IMDb (الإنجليزية)
- إليانور بيري على موقع ألو سيني (الفرنسية)
- إليانور بيري على موقع أول موفي (الإنجليزية)
- إليانور بيري على موقع قاعدة بيانات الأفلام السويدية (السويدية)
- إليانور بيري على موقع قاعدة بيانات الفيلم (الإنجليزية)
- إليانور بيري على موقع كينوبويسك (الروسية)